# مسند أبي داود الطيالسي
مسند أبي داود الطَّيَالْسِي هو أحد كتب الحديث عند أهل السنة والجماعة. جمعه المحدث يونس بن حبيب المتوفى 267هـ، يرويه عن شيخه الإمام أبو داود الطيالسي، كما روى فيه أحاديثَ قليلةً عن غير أبي داود الطيالسي.
الكتابُ مجموعٌ على طريقة المسانيد، أي أن الأحاديثَ مرتبةٌ بحسب رُواتها من الصحابة، وكل مسند يجمع الأحاديث التي رواها صحابي معين. بدأ المصنفُ الكتابَ بمسانيدِ العشرة المبشرين بالجنة. كما بدأ بمسانيد الرجال من الصحابة، وجعل مسانيدَ الصحابيات في وسط مسانيد الرجال وبدأ مسانيدَ الصحابيات بمسند فاطمة بنت النبي محمد. وبلغت جملةُ الأحاديث المروية حواليْ 2882 حديثاً.